# Emilio Petacci
Emilio Petacci (Roma, 25 gennaio 1886 – Roma, 20 marzo 1965) è stato un attore italiano.

## Biografia
Fu uno dei caratteristi più presenti nel cinema italiano degli anni quaranta, ma iniziò la carriera artistica sul palcoscenico nel 1909 al Teatro Stabile della sua città natale, per passare in seguito in compagnie primarie accanto a Ermete Zacconi ed Emma Gramatica. Dai primi anni venti recitò nella Compagnia del Teatro del Popolo, poi fu diretto da Mario Mattoli nella sua Compagnia Za-Bum insieme a Tatiana Pavlova, Antonio Gandusio e Armando Falconi. Apparve, sempre recitando ruoli da caratterista, in opere teatrali importanti di Anton Čechov, William Shakespeare, Nikolaj Gogol', Henrik Ibsen e, tra gli autori italiani, Giuseppe Giacosa e Aldo De Benedetti. Nel secondo dopoguerra entrò nella Compagnia di Peppino De Filippo, con il quale restò per nove anni.
Al cinema debuttò all'epoca del muto, apparendo in una quindicina di film nel periodo della prima guerra mondiale (1913-1918). Fece il suo rientro recitando nel periodo sonoro dal 1934. Dal 1939 fino a tutto il 1943, la sua attività fu frenetica, partecipando a una media di una dozzina di film l'anno, anche se sempre relegato in ruoli di caratterista. Riprese l'attività sul grande schermo nel 1951 e la portò avanti per altri otto anni, fino al ritiro definitivo nel 1959, con all'attivo 109 film (di cui 93 del periodo sonoro) nei quali la sua presenza è accertata. È deceduto all'età di 79 anni.

## Filmografia

### Periodo muto
- Ma l'amor mio non muore, regia di Mario Caserini (1913)
- La memoria dell'altro, regia di Alberto Degli Abbati (1913)
- La contessa Fedra, regia di Alberto Degli Abbati (1914)
- L'orologio del signor Camillo, regia di Camillo De Riso (1914), cortometraggio
- L'alba del perdono, regia di Alberto Degli Abbati (1914)
- Il diritto di uccidere, regia di Amleto Palermi (1914)
- Nerone e Agrippina, regia di Mario Caserini (1914)
- Chi non vede la luce, di regista sconosciuto (1914)
- L'abete fulminato, regia di Giuseppe Pinto (1914)
- La vergine del mare, regia di Piero Calza Bini (1915)
- Le memorie del diavolo, regia di Giuseppe Pinto (1915)
- Armiamoci e... partite!, regia di Camillo De Riso (1915)
- Altri tempi, regia di Giuseppe Pinto (1915)
- Buon Natale!, regia di Gino Calza Bini (1916)
- Bob salva la vita all'ammiraglio, di regista sconosciuto (1916), cortometraggio
- Dagli Appennini alle Ande, regia di Umberto Paradisi (1916)

### Periodo sonoro

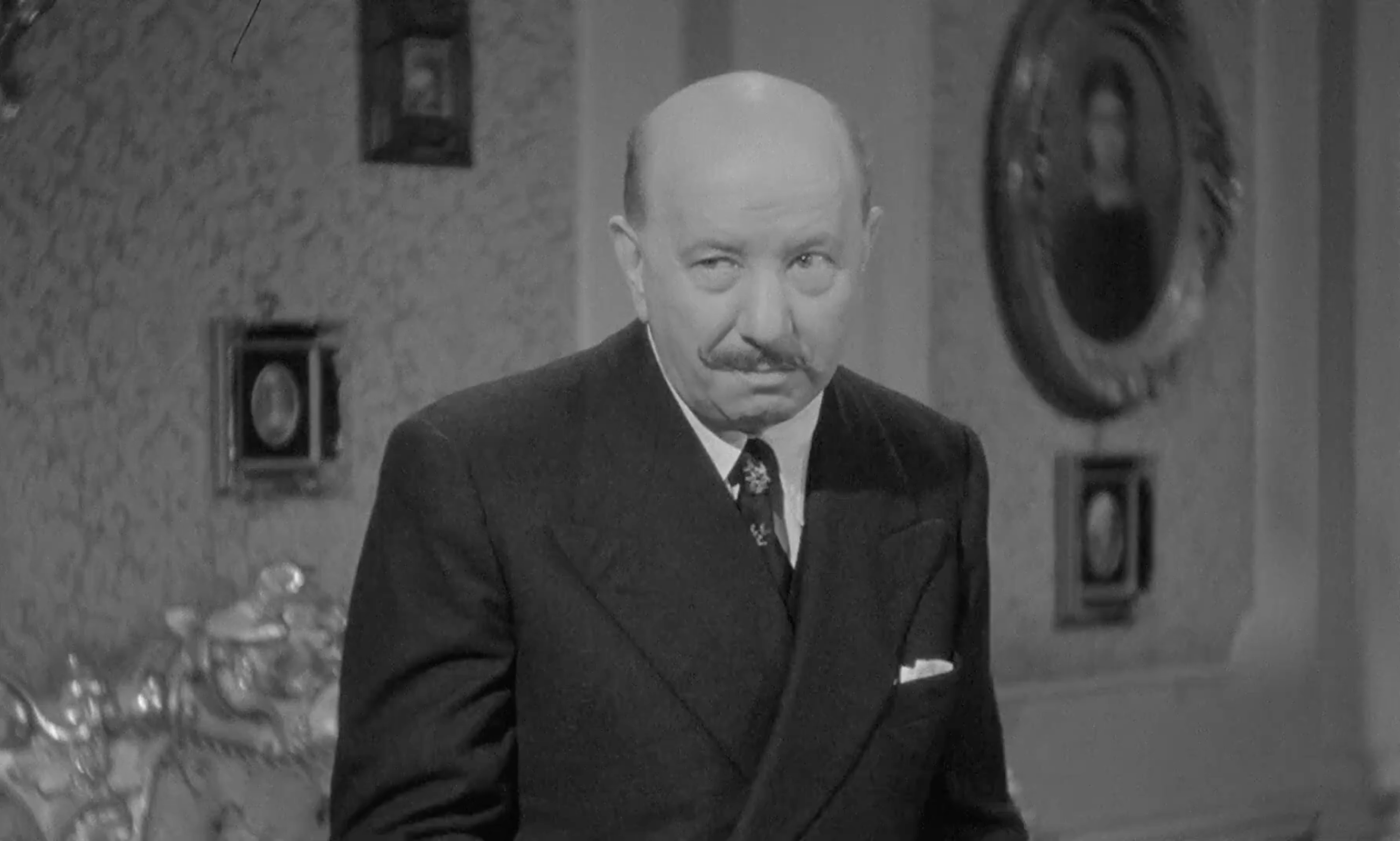
Emilio Petacci nel film La bocca sulla strada (1941)

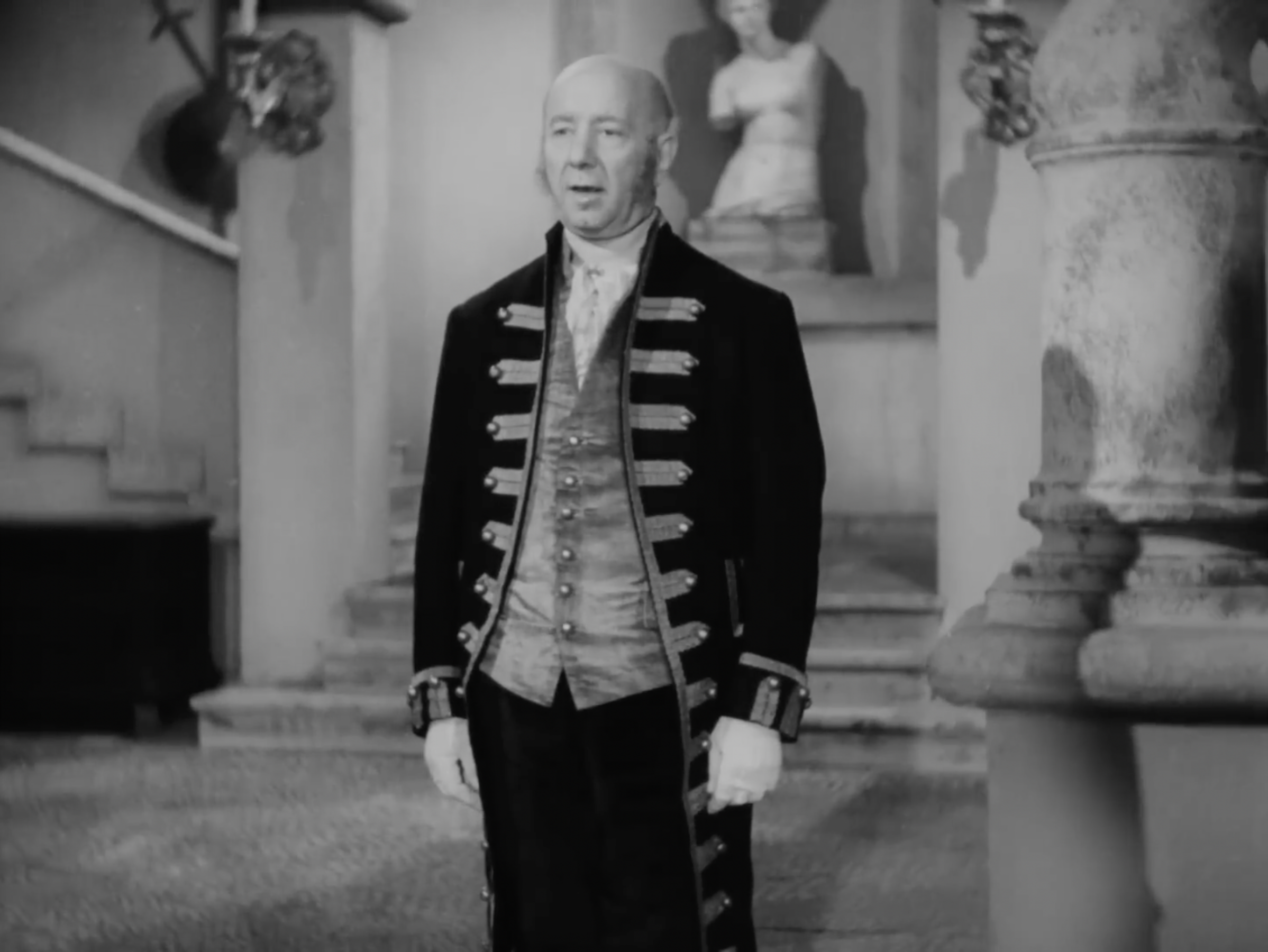
Emilio Petacci nel film La principessa del sogno (1942)

- Marcia nuziale, regia di Mario Bonnard (1934)
- Re burlone, regia di Enrico Guazzoni (1935)
- Passaporto rosso, regia di Guido Brignone (1935)
- Darò un milione, regia di Mario Camerini (1935)
- Sette giorni all'altro mondo, regia di Mario Mattoli (1936)
- Tredici uomini e un cannone, regia di Giovacchino Forzano (1936)
- Joe il rosso, regia di Raffaello Matarazzo (1936)
- I due sergenti, regia di Enrico Guazzoni (1936)
- Gli uomini non sono ingrati, regia di Guido Brignone (1937)
- Felicita Colombo, regia di Mario Mattoli (1937)
- Stasera alle undici, regia di Oreste Biancoli (1937)
- L'ha fatto una signora, regia di Mario Mattoli (1938)
- Batticuore, regia di Mario Camerini (1939)
- Se quell'idiota ci pensasse..., regia di Nino Giannini (1939)
- Ballo al castello, regia di Max Neufeld (1939)
- Piccolo hotel, regia di Piero Ballerini (1939)
- Montevergine, regia di Carlo Campogalliani (1939)
- Imputato, alzatevi!, regia di Mario Mattoli (1939)
- Lo vedi come sei... lo vedi come sei?, regia di Mario Mattoli (1939)
- Finisce sempre così, regia di Enrique Susini (1939)
- In campagna è caduta una stella, regia di Eduardo De Filippo (1939)
- L'eredità in corsa, regia di Oreste Biancoli (1939)
- Forse eri tu l'amore, regia di Gennaro Righelli (1939)
- Scandalo per bene, regia di Esodo Pratelli (1940)
- Il ponte dei sospiri, regia di Mario Bonnard (1940)
- La granduchessa si diverte, regia di Giacomo Gentilomo (1940)
- Giù il sipario, regia di Raffaello Matarazzo (1940)
- L'uomo della legione, regia di Romolo Marcellini (1940)
- Scarpe grosse, regia di Dino Falconi (1940)
- La prima donna che passa, regia di Max Neufeld (1940)
- La gerla di papà Martin, regia di Mario Bonnard (1940)
- Antonio Meucci, regia di Enrico Guazzoni (1940)
- Il cavaliere di Kruja, regia di Carlo Campogalliani (1940)
- San Giovanni decollato, regia di Amleto Palermi (1940)
- L'allegro fantasma, regia di Amleto Palermi (1941)
- Luce nelle tenebre, regia di Mario Mattoli (1941)
- Beatrice Cenci, regia di Guido Brignone (1941)
- La bocca sulla strada, regia di Roberto Roberti (1941)
- Nozze di sangue, regia di Goffredo Alessandrini (1941)
- Il bravo di Venezia, regia di Carlo Campogalliani (1941)
- Luna di miele, regia di Giacomo Gentilomo (1941)
- Solitudine, regia di Livio Pavanelli (1941)
- Capitan Tempesta, regia di Corrado D'Errico (1942)
- Il leone di Damasco, regia di Corrado D'Errico (1942)
- Finalmente soli, regia di Giacomo Gentilomo (1942)
- Fra Diavolo, regia di Luigi Zampa (1942)
- Anime in tumulto, regia di Giulio Del Torre (1942)
- Paura d'amare, regia di Gaetano Amata (1942)
- Miliardi, che follia!, regia di Guido Brignone (1942)
- Bengasi, regia di Augusto Genina (1942)
- Un colpo di pistola, regia di Renato Castellani (1942)
- Giorno di nozze, regia di Raffaello Matarazzo (1942)
- La principessa del sogno, regia di Roberto Savarese e Maria Teresa Ricci (1942)
- La contessa Castiglione, regia di Flavio Calzavara (1942)
- Redenzione, regia di Marcello Albani (1942)
- Il romanzo di un giovane povero, regia di Guido Brignone (1942)
- Mater dolorosa, regia di Giacomo Gentilomo (1943)
- Lascia cantare il cuore, regia di Roberto Savarese (1943)
- Inviati speciali, regia di Romolo Marcellini (1943)
- Tempesta sul golfo, regia di Gennaro Righelli (1943)
- L'angelo bianco, regia di Giulio Antamoro, Federico Sinibaldi ed Ettore Giannini (1943)
- L'invasore, regia di Nino Giannini (1943)
- L'abito nero da sposa, regia di Luigi Zampa (1943)
- Silenzio, si gira!, regia di Nunzio Malasomma (1943)
- La Fornarina, regia di Enrico Guazzoni (1943)
- La freccia nel fianco, regia di Alberto Lattuada (1943)
- Ho tanta voglia di cantare, regia di Roberto Savarese (1943)
- In cerca di felicità, regia di Giacomo Gentilomo (1943)
- Il diavolo va in collegio, regia di Jean Boyer (1944)
- Resurrezione, regia di Flavio Calzavara (1944)
- Monte Miracolo, regia di Luis Trenker (1944)
- L'innocente Casimiro, regia di Carlo Campogalliani (1945)
- Voglio bene soltanto a te, regia di Giuseppe Fatigati (1946)
- Abbasso la ricchezza!, regia di Gennaro Righelli (1946)
- Senza bandiera, regia di Lionello De Felice (1951)
- Luna rossa, regia di Armando Fizzarotti (1951)
- Anna, regia di Alberto Lattuada (1951)
- Totò e i re di Roma, regia di Steno e Mario Monicelli (1952)
- Il romanzo della mia vita, regia di Lionello De Felice (1952)
- La figlia del diavolo, regia di Primo Zeglio (1952)
- Non è vero... ma ci credo, regia di Sergio Grieco (1952)
- Amore '54, episodio di Cento anni d'amore, regia di Lionello De Felice (1954)
- Due notti con Cleopatra, regia di Mario Mattoli (1954)
- Il cardinale Lambertini, regia di Giorgio Pàstina (1954)
- Adriana Lecouvreur, regia di Guido Salvini (1955)
- La bella mugnaia, regia di Mario Camerini (1955)
- Il suo più grande amore, regia di Antonio Leonviola (1956)
- Beatrice Cenci, regia di Riccardo Freda (1956)
- Totò, Peppino e la... malafemmina, regia di Camillo Mastrocinque (1956)
- Le schiave di Cartagine, regia di Guido Brignone (1956)
- I vampiri, regia di Riccardo Freda (1957)
- Femmine tre volte, regia di Steno (1957)
- Il conte di Matera, regia di Luigi Capuano (1957)
- Il cavaliere del castello maledetto, regia di Mario Costa (1959)

## Prosa radiofonica Eiar
- I diavoli nella foresta, fiaba musicale di Luigi Antonelli, regia di Luigi Maggi, trasmessa il 4 gennaio 1939

## Prosa radiofonica Rai
- Scampolo, commedia di Dario Niccodemi, regia di Eugenio Salussolia 22 giugno 1953
- Le domeniche di Angiola e Bortolo, di Gino Pugnetti, regia di Eugenio Salussolia, trasmessa il 2 gennaio 1954
- Medea, tragedia di Euripide, regia di Eugenio Salussolia, trasmessa il 15 marzo 1955
- I morti non pagano le tasse, di Nicola Manzari, regia di Eugenio Salussolia. trasmessa il 22 aprile 1956.